# Pistolet de détresse

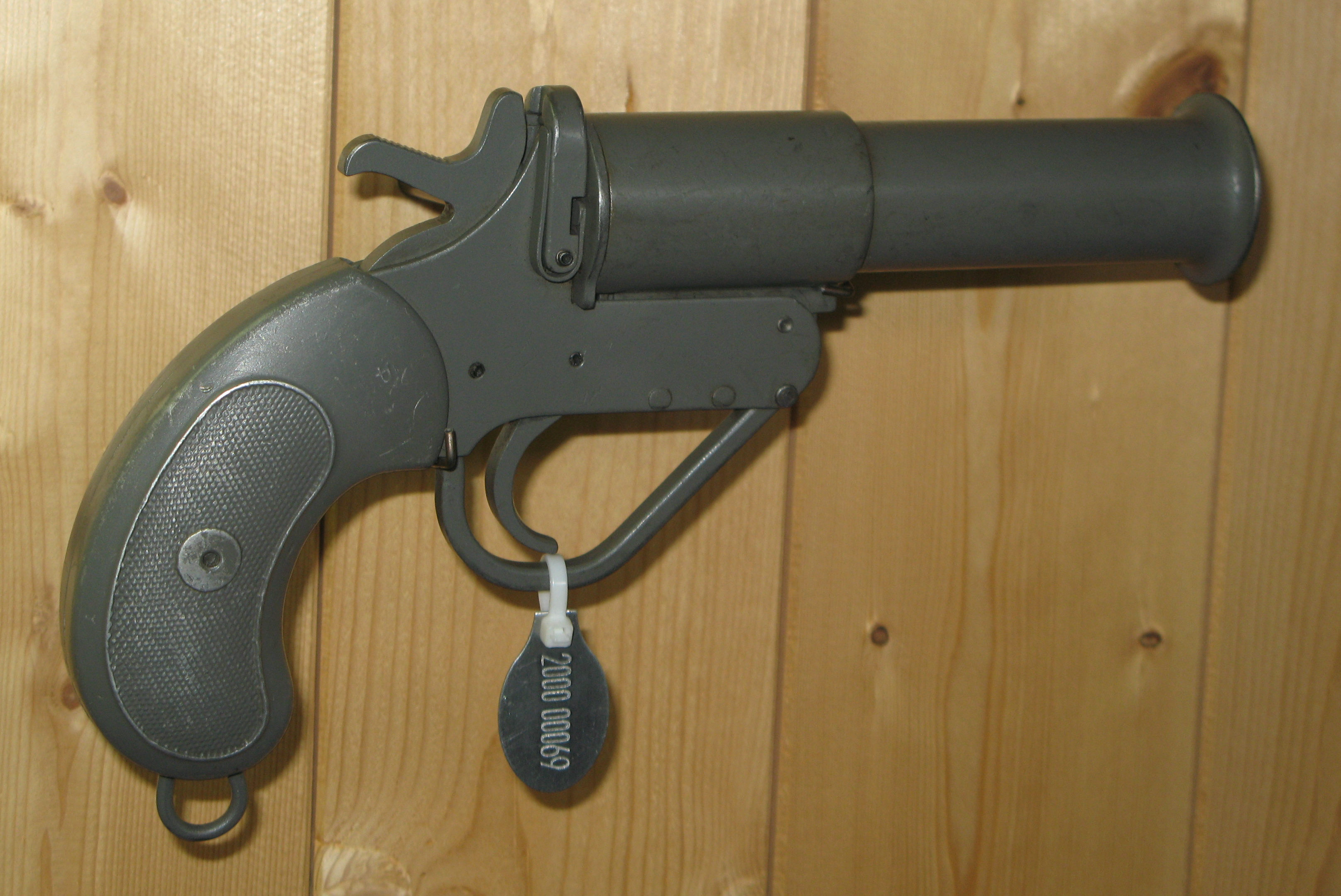
Un pistolet de détresse.

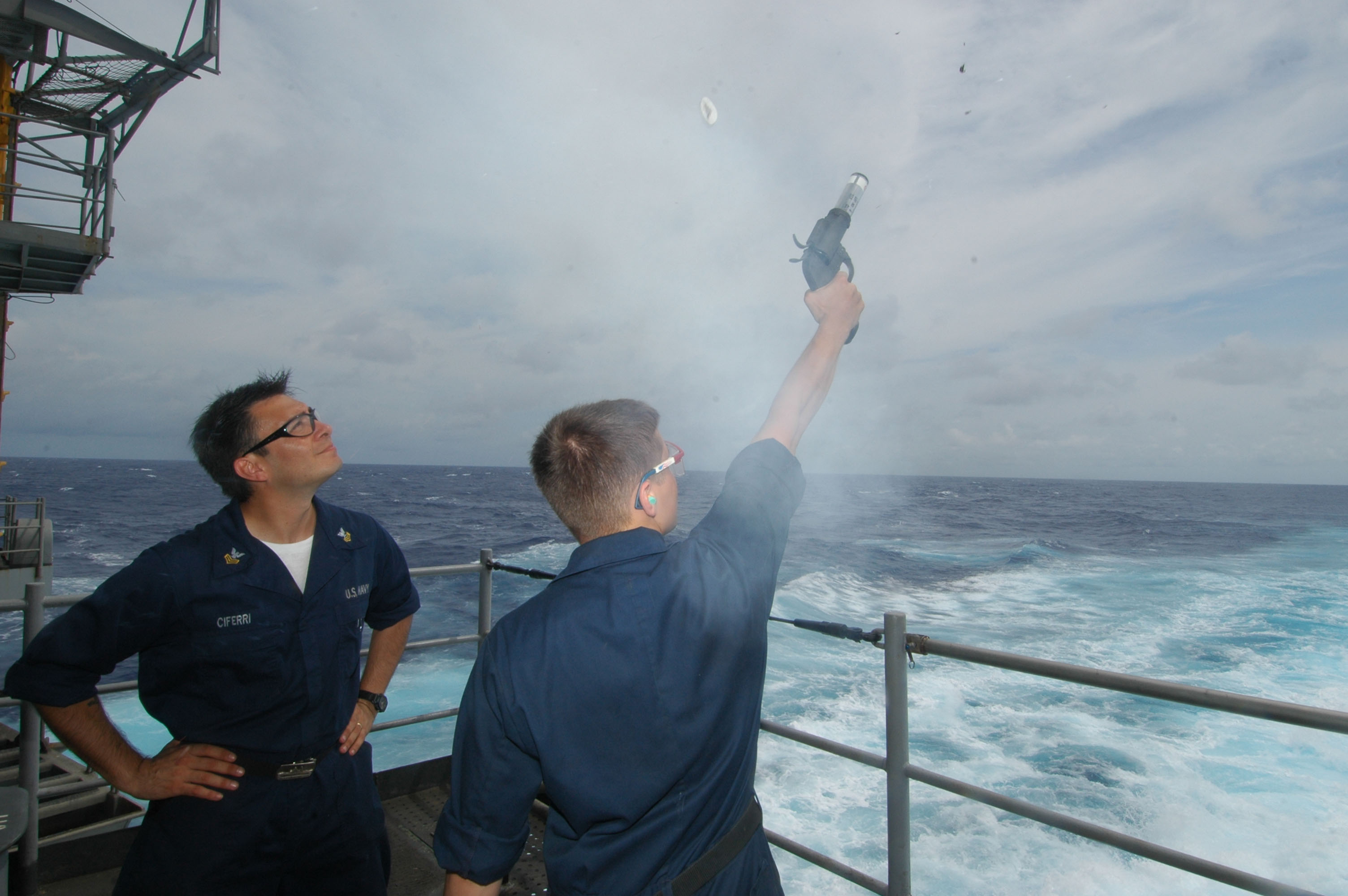
Un tir de signal de détresse.

Un pistolet de détresse est une arme à feu qui lance des fusées éclairantes. Il est généralement utilisé pour la signalisation, comme le signal de détresse, en mer ou à partir du sol pour les aéronefs. Il n'est pas conçu pour fonctionner comme une arme.